# Erick Thohir
Erik Thohir (n. 30 mai 1970) este un om de afaceri indonezian care deține clubul de fotbal Internazionale Milano. Acesta deține 70% din clubul care reușea să câștige Champions League în 2010. A apărut în public la meciul cu rivala AC Milan câștigat de Inter cu 1-0 prin golul înscris de Rodrigo Palacio. El deține și alte cluburi sportive din diferite țări, printre care clubul american de fotbal D.C. United (alături de Jason Levien) și echipa indoneziană Persib Bandung.
Erik Thohir are patru copii.